# نخل خیزران
نخل خیزران (نام علمی: Raphia vinifera) نام یک گونه از سرده نخل رافیا است.